# Die Ratten (1955)
Die Ratten ist ein in Schwarzweiß gedrehtes deutsches Filmdrama von Robert Siodmak aus dem Jahr 1955. Der Film entstand frei nach dem gleichnamigen Theaterstück von Gerhart Hauptmann.

## Handlung
Berlin Anfang der 1950er Jahre: Die junge Polin Pauline Karka kommt in die Stadt, um nach Westdeutschland zu gehen. Sie ist schwanger und ohne feste Bleibe. Als Pauline die Wäschereibesitzerin Anna John trifft, keimt Hoffnung für Pauline auf. Anna John ist kinderlos und trifft eine Übereinkunft mit Pauline. Sie wird sich um das Mädchen bis zur Geburt kümmern und das Kind als ihr eigenes annehmen. Das Kind wird geboren und Pauline kommt, bevor sie nach Westdeutschland geht, noch einmal zu Frau John zurück, um sich von dem Kind zu verabschieden. Anna John verweigert ihr jedoch den letzten Blick auf das Kind. Pauline will das Kind in ihrer Not entführen, nimmt allerdings versehentlich das kranke Kind der Nachbarin Frau Knobbe an sich. Frau John beauftragt ihren Bruder Bruno, Pauline zu suchen und zu töten. Bei dem Mordversuch erschlägt Pauline Bruno mit einem Stein. Nach dem Tod des Bruders stellt sich Frau John der Polizei und gesteht ihre Schuld.

## Hintergrund
Regisseur Robert Siodmak und Drehbuchautor Jochen Huth verlegten die Handlung des Theaterstückes vom Berlin vor dem Ersten Weltkrieg in das Berlin der 1950er Jahre. Gedreht wurde von März bis April 1955 in den Ateliers der CCC-Film in Berlin, die Außenaufnahmen entstanden ebenfalls in Berlin. Die Uraufführung des Films fand am 28. Juni 1955 im Rahmen der Internationalen Filmfestspiele Berlin statt. Am 6. Juli 1955 kam Die Ratten in die Kinos.
Um in ihrer Rolle möglichst authentisch zu erscheinen, begab sich Maria Schell vor Beginn der Dreharbeiten in ein Lager in den Osten: „Die Mauer bestand damals noch nicht. Sie kaufte sich dort ein schreckliches Kleid, einschließlich Büstenhalter, Unterwäsche und Schuhe, die sie natürlich erst reinigen ließ. Außerdem hatte sie sich in der DDR eine Dauerwelle machen lassen. Sie ließ sich ihre Ohrläppchen durchstechen und trug zwei kleine falsche Perlen darin. Da sie ein Mädchen zu spielen hatte, das in anderen Umständen war, trug sie dieses einzige Kleid während des ganzen Films. Sie sah absolut echt aus.“

## Kritik
„Ein schwaches Drehbuch und die Modernisierung nehmen dem Stoff seinen wichtigen zeitgeschichtlichen Hintergrund und seine gesellschaftskritische Schärfe. Profilierte Schauspieler sorgen dafür, daß die psychologischen Konflikte glaubhaft bleiben.“

„Siodmaks erster deutscher Film nach der Rückkehr aus der Emigration… leidet unter einem dürftigen Drehbuch, das die zeitgeschichtlichen Bezüge von Hauptmanns wilhelminischem Drama nicht adäquat in die fünfziger Jahre zu transportieren verstand. Daß die Motivierung der Konflikte und Personen dennoch trägt, ist der souveränen Darstellungskunst von Schell, Hatheyer, Knuth und Jürgens zu verdanken.“

## Auszeichnungen
Der Film wurde mit dem Prädikat wertvoll der FBW ausgezeichnet und gewann auf der Berlinale 1955 den Goldenen Bären. Kameramann Göran Strindberg wurde im gleichen Jahr mit dem Filmband in Silber ausgezeichnet.